# 道格拉斯·麦克沃特
道格拉斯·麦克沃特（英語：Douglas McWhirter，1886年8月13日—1966年10月14日），英国男子足球运动员，司职中场。他曾代表英国国家队参加1912年夏季奥林匹克运动会足球比赛，获得一枚金牌。